# Корчин (Рівненський район)
Ко́рчин — село в Головинській сільській громаді Рівненського району Рівненської області України. Населення становить 359 осіб.

## Географія
Територія села знаходиться в зоні Полісся, з переважаючими дерново-підзолистими та торфово-болотними ґрунтами. Клімат помірно-континентальний з теплою зимою та прохолодним літом. Селом протікає річка Боркова, а на західній околиці — річка Жильжанка, які впадають у Горинь.

## Історія
У 1906 році село Дераженської волості Рівненського повіту Волинської губернії. Відстань від повітового міста 30 верст, від волості 12. Дворів 44, мешканців 230.